# نیل بیلی
نیل بیلی (انگلیسی: Neil Bailey؛ زادهٔ ۲۶ سپتامبر ۱۹۵۸) بازیکن فوتبال اهل بریتانیا است.
از باشگاه‌هایی که در آن بازی کرده‌است می‌توان به باشگاه فوتبال ویگان اتلتیک، باشگاه فوتبال استوک‌پورت کانتی، باشگاه فوتبال نیوپورت کانتی، و باشگاه فوتبال بلکپول اشاره کرد.